# Oferta monetària
L'oferta monetària o massa monetària és un concepte macroeconòmic que descriu la quantitat de diners disponible en una economia per comprar béns, serveis i títols d'estalvi.

## Introducció
El sector monetari, a diferència del sector real, tracta sobre el mercat dels diners. Les mateixes eines d'anàlisi que s'apliquen a altres mercats poden aplicar-se al mercat dels diners. L'oferta i la demanda resulten en un equilibri del valor (taxa d'interès) i de la quantitat (balanços d'efectiu).
Els diners no només consisteix en monedes i bitllets en circulació, sinó també títols bancaris, pagarés, xecs, comptes bancaris, etc.
Tot diners en mans del públic, és a dir bitllets i monedes i reserves bancàries, es tracta de l'agregat monetari més líquid. És una pràctica comuna representar-lo com M0.
El segon agregat de l'oferta de diners (M1) inclou els bitllets i monedes (M0) més els dipòsits a la vista. L'agregat intermedi o M2 és més ampli i afegeix a l'M1 altres actius que són actius financers que no es poder fer servir directament com a mitjà d'intercanvi, però que es poden convertir fàcilment en efectiu o dipòsits a la vista, com poden ser els comptes d'estalvi, en general dipòsits a termini fins a dos anys i els dipòsits disponibles amb preavís de fins a tres mesos.

## Abast
Com que diners és qualsevol cosa que pugui ser usada en pagament per un deute, hi ha una varietat de formes de mesurar l'oferta dels diners. Les formes més restrictives tenen en compte només aquestes formes de diners disponibles per a transaccions immediates, mentre que definicions més àmplies consideren diners l'emmagatzematge d'una mica de valor. Les mesures més comunes són M0 (la més restrictiva), M1, M2, M3, M4.
- M0: el total de tota moneda física, més comptes bancaris dipositats en els bancs centrals
- M1: M0+la quantitat en comptes de demanda (comptes corrents)
- M2: M1+comptes d'estalvis, comptes d'economia de mercat i comptes de certificats de dipòsit menors de 100.000 dòlars EUA
- M3: M2+tots els altres tipus de certificats de dipòsit, dipòsits en moneda estrangera
- M4: M3+el quasi-diners (pagarés i altres instruments financers molt poc líquids)

Després del 23 de març de 2006 la informació estadística M4 deixa de ser publicada pel Banc de la Reserva Federal dels Estats Units. Poc després desapareix el M3. Els altres tipus de mesura d'oferta de diners es continuen publicant en detall.

## Relació amb la inflació
Equació d'intercanvi monetari : els diners són importants perquè està directament relacionat amb la inflació, per l'equació d'intercanvi monetari
Velocitat x oferta de diners = PIB real x PIB deflactor
On:
- Velocitat = el nombre de vegades per any que els diners canvia de mans (PIB/Oferta de diners)
- PIB real = Producte Intern Brut Nominal/PIB deflactor
- PIB deflactor = mesura de la inflació. L'oferta de diners pot ser major o menor que la demanda de diners en l'economia.